# Passe Colmar (pera)
Passe Colmar (en España conocida como Pasa Colmar) es una variedad cultivar de pera europea Pyrus communis. Esta pera está cultivada en la colección de la Estación Experimental Aula Dei (Zaragoza). Esta variedad de pera, es originaria de Bélgica, tuvo su mejor época de cultivo comercial antes de la década de 1960, y aun se encuentra actualmente en menor medida.  Las frutas tienen una pulpa de color blanca, fina, tierna, muy dulce, vinosa, fragante, muy bueno.

## Sinonimia
- "Ananas d'hiver",
- "Cellite",
- "Fondante de Paris",
- "Impératrice",
- "Passe Colmar doré",
- "Passe Colmar gris",
- "Passe Colmar tardif",
- "Passe Colmar vineux",
- "Die Regentin",
- "Colmar souverain",
- "Morette sucrée jaune",
- "Colmar épineux",
- "Passe-Colmar gris de Paeckel",
- "Colmar d'Hardenpont",
- "Présent de Malines",
- "Bergentin",
- "Colmar Preul"
- "Marotte sucrée jaune",
- "Suprême grise",
- "Pucelle Condésienne",
- "Gambier",
- "Colmar de Silly",
- "Double passe-Colmar",
- "Beurré D'Argenson",
- "Fondante de Mons",
- "Pasa Colmar" en España.

## Historia
La variedad de pera 'Passe Colmar' vendría de un peral encontrado de forma fortuita de una plántula de semilla obtenida por el padre Hardenpont en su jardín-vivero, cerca de Havré, en Mons, en el Hainaut belga. El primer informe y descripción de esta variedad de pera data de 1758.
Consta una descripción del fruto: Leroy, 1867 : 499; Hedrick, 1921 : 205; Soc. Pom. France, 1947 : 338; Baldini y Scaramuzzi, 1957 : 276, y Blaja et al 1964 : 261.

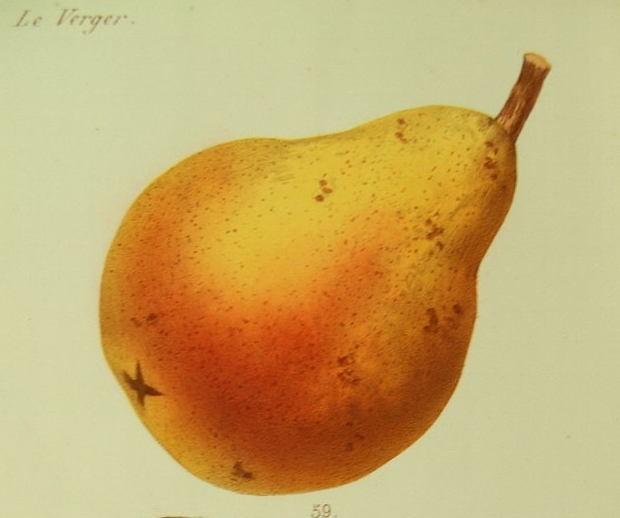
Passe Colmar tipo 1.

En España 'Pasa Colmar' está considerada incluida en las variedades locales autóctonas muy antiguas, cuyo cultivo se centraba en comarcas muy definidas. Se caracterizaban por su buena adaptación a sus ecosistemas y podrían tener interés genético en virtud de su adaptación. Se encontraban diseminadas por todas las regiones fruteras españolas, aunque eran especialmente frecuentes en la España húmeda. Estas se podían clasificar en dos subgrupos: de mesa y de cocina (aunque algunas tenían aptitud mixta).
'Pasa Colmar' es una variedad clasificada como de mesa, difundido su cultivo en el pasado por los viveros comerciales y cuyo cultivo en la actualidad se ha reducido a huertos familiares y jardines privados.
La pera 'Passe Colmar' está cultivada en diversos bancos de germoplasma de cultivos vivos tales como en National Fruit Collection con el número de accesión: 2000-143 y nombre de accesión: Passe Colmar.

## Características
El peral de la variedad 'Passe Colmar' tiene un vigor medio y productivo todos los años; floración 25 de abril con floración del 10%, el 29 de abril una floración completa (80%), y para el 10 de mayo tiene una caída de pétalos del 90%; tubo del cáliz medio, en forma de embudo con conducto corto y estrecho.
La variedad de pera 'Passe Colmar' tiene un fruto de tamaño medio (peso promedio 127,00 g) a grande; forma cónica piriforme, con cuello, ligeramente asimétrica, contorno irregular u ondulado; piel lisa, fina, suave y brillante; con color de fondo amarillo cítrico, chapa poco extensa, rosada en la zona de insolación, presenta un punteado muy abundante y visible, ruginoso-"russeting", a veces aureolado de verde, "russeting" (pardeamiento áspero superficial que presentan algunas variedades) medio; pedúnculo de longitud medio, de espesor medio, leñoso, frecuentemente con una curva muy débil, implantado recto u oblicuo, generalmente como incrustado en el fruto; cavidad del pedúnculo nula; anchura de la cavidad calicina casi superficial; ojo variable, tamaño medio, forma regular o irregular, abierto; sépalos con las puntas hacia fuera, formando estrella, o con uno o más sépalos convergentes cerrando el ojo total o parcialmente.
Carne de color blanco; textura fina, tierna; sabor muy dulce, vinosa, fragante, muy bueno; corazón de tamaño medio, ancho. Eje muy largo y estrecho, relleno o abierto sólo en la parte superior. Celdillas alargadas, muy separadas del eje. Semillas de tamaño grandes o medias, alargadas, con cuello muy acentuado, espolonadas, de color castaño claro con zonas más oscuras, gelatinosas.
La pera 'Passe Colmar' madura de octubre a noviembre. A partir de noviembre en el árbol frutal ordinario; hasta finales de diciembre en cámara frigorífica a + 4 °C. Se usa como pera de mesa fresca.

## Susceptibilidades
Fruta amateur de cultivo en huertos y jardines particulares. 
El árbol crece bien en portainjertos de membrillo, sin ser demasiado vigoroso.
Cuando se forma en espaldera, da frutos grandes. También se presta a todas las demás formas. Se puede plantar sobre un tallo al abrigo de los fuertes vientos.
A veces atacado por la sarna, el fruto se desarrolla bastante bien, sin embargo, es bueno someterlo a la pulverización de cobre en invierno y primavera.

## Polinización
La variedad de 'Passe Colmar' puede ser polinizada óptimamente por las variedades 'Beurré Clairgeau', 'Beurré Hardy', '[Passe-Crassane', y Williams' Bon Chretien'